# Maximus Givaid
Maximus Givaid o Jouwed (Girgette, 2 aprile 1778 – 30 agosto 1831) è stato un patriarca cattolico egiziano, primo patriarca titolare di Alessandria dei Copti (ovvero primate della Chiesa cattolica copta).

## Biografia
Maximus Givaid nacque il 2 aprile 1778 a Girgette.
Morì il 30 agosto 1831 all'età di cinquantatré anni.

## Genealogia episcopale
La genealogia episcopale è:
- Vescovo Filoteo di Homs
- Patriarca Eutimio III di Chios
- Patriarca Macario III Zaim
- Vescovo Leonzio di Saidnaia
- Patriarca Atanasio III Dabbas
- Vescovo Néophytos Nasri
- Vescovo Euthyme Fadel Maalouly
- Patriarca Cirillo VII Siage
- Patriarca Agapio III Matar
- Eparca Cirillo Khabbaz
- Patriarca Ignazio V Cattan
- Patriarca Maximus Givaud